# Tour du Dôme
La tour du Dôme ou beffroi est un monument historique dans la commune de Wassy dans la Haute-Marne en région Grand Est.

## Historique
La tour de l'horloge a été construite en 1748, avec un toit ajouté à l'impériale en 1773 et une porte Notre-Dame érigée en 1775 avant d'être détruite en 1890.
La tour a une inscription aux monuments historiques par arrêté du 13 mars 1933.